# Masayuki Okuyama
Masayuki Okuyama (født 28. juli 1993) er en japansk fodboldspiller, som spiller for den japanske fodboldklub FC Machida Zelvia.